# Liste von Automuseen in Polen

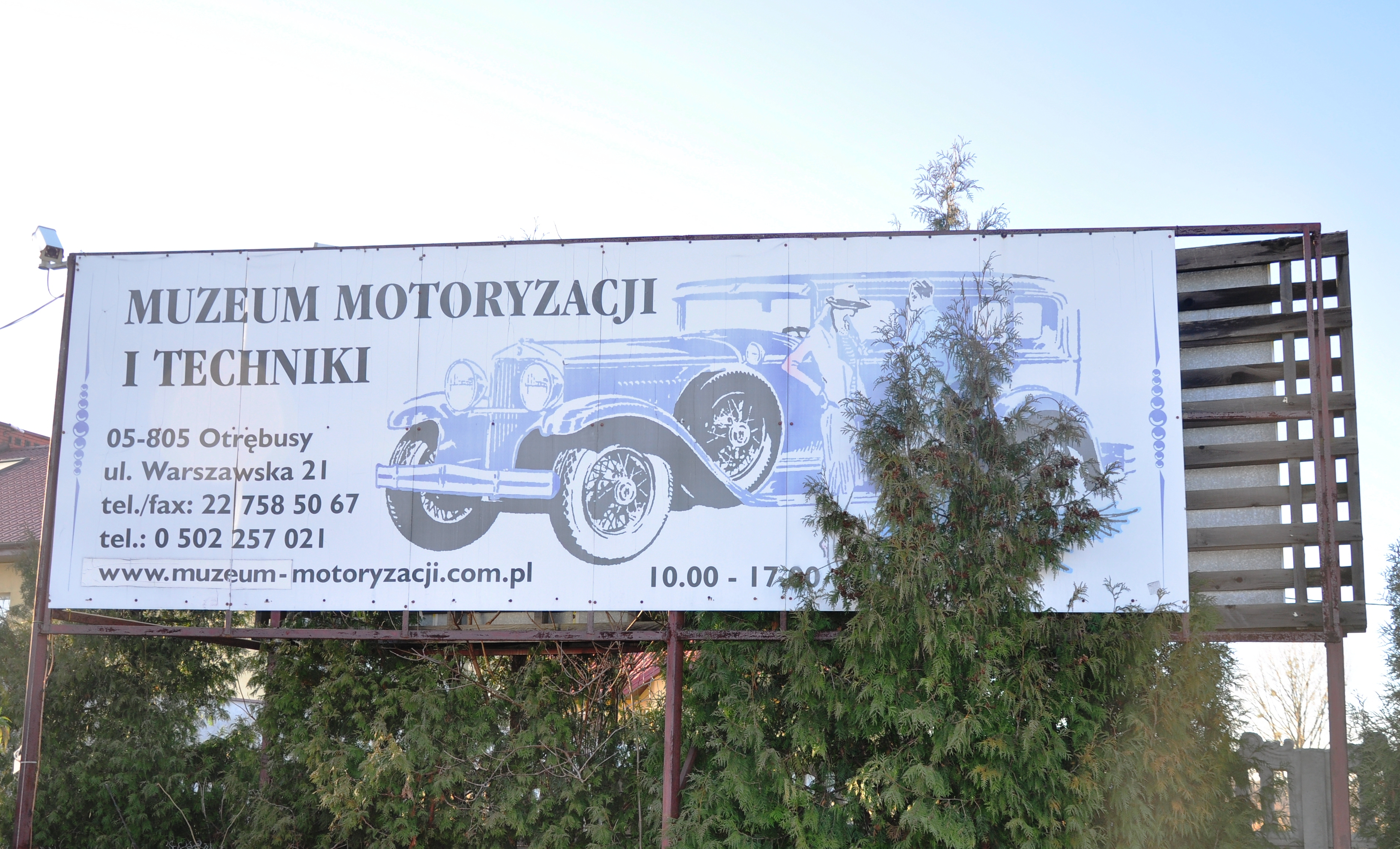
Motor- und Technikmuseum in Otrębusy

Die Automuseen in Polen sind überwiegend ganzjährig, teilweise aber nur nach Vereinbarung geöffnet.

## Aktuelle Museen
Die Tabelle ist absteigend nach der Anzahl der ausgestellten Personenkraftwagen sortiert, und bei gleicher Anzahl alphabetisch aufsteigend nach Ort. In der Spalte Stand ist das Jahr angegeben, auf das sich die Angaben Anzahl ausgestellter Pkw und Besondere Pkw beziehen. Die Auflistung in der Spalte Besondere Pkw erfolgt alphabetisch.
| Name des Museums                                                    | Ort                  | Beschreibung                                                  | Anzahl ausgestellter Pkw | Stand | Besondere Pkw |
| ------------------------------------------------------------------- | -------------------- | ------------------------------------------------------------- | ------------------------ | ----- | --- |
| Muzeum Polskie Drogi                                                | Modliszewice         | Autos                                                         | 141                      | 2024  | Bentley Mark VI, Beta Plus Colo Buggy, Buick Master Six, Cadillac Fleetwood, Daewoo Espero, Nexia und Tico, Dutton, FSM und FSO Syrena, FSO Warszawa, Jaguar Mark VII, Lincoln Modell K, Mikrus MR-300, Özaltin Gold, Pierce-Arrow 1245 und Renault Vivaquatre |
| Muzeum Auta Zabytkowe, Grzegorz Krokowicz                           | Dobryszyce           | Autos                                                         | 129                      | 2024  | Alfa Romeo Alfa 6, 2600, Alfetta, Giulia, Giulia GT und Spider, Datsun 120Y, DeSoto, Fiat 124, 125, 126, 127, 128, 130, 131, 132, 500, 508, 509, 600, 850, 1500, 2300, Panda, Ritmo und X1/9, FSM Syrena und Warszawa, Honda S 800, Hupmobile, Lancia Beta und Fulvia, Matra 530, Mazda RX-5, Messerschmitt Kabinenroller, Mitsubishi Celeste, OSI-Ford 20 M TS, Renault Type NN, Saab Sonett, Seat 1430, Simca 1000 Coupé, SC 100, Toyota Carina, Celica, Corolla und Corona und Zastava Skala |
| Muzeum Motoryzacji w Nieborowie                                     | Nieborów             | Autos                                                         | 94                       | 2024  | Austin A 40, Beta Plus Colo Buggy, Chrysler 60, Citroën C 4, Fiat 126, 130, 133, 500, 508, 514, 1300, Cinquecento und Uno, FSM und FSO Syrena, FSO Warszawa, Humber Super Snipe, MCA, Melex, Mikrus MR-300, Peugeot 301 und Typ 183, Renault Monaquatre, Type NN und Vivaquatre, Simca-Fiat 6 CV und Zastava Skala |
| Muzeum Motoryzacji i Techniki                                       | Otrębusy             | Autos, Motorräder und Fahrräder                               | 88                       | 2024  | Adler Primus, Aero 30, Buick Skylark, Cadillac Eldorado und Fleetwood, Chrysler F-58, Classic Roadsters, Dixi 3/15, Durant 1932, FSM und FSO Syrena, FSO Warszawa, Horch 830 1938, NSU-Fiat Weinsberg, Oakland Greater Six 1922, Pontiac 6-29, Praga Piccolo von Oświęcim-Praga, viele Rolls-Royce und Whippet |
| Muzeum Motoryzacji w Białej Oleckiej                                | Biała Olecka         | Autos                                                         | 72                       | 2024  | Aero 18, Bentley Mark VI, Cadillac Deville, Chevrolet Bel Air und AD, Dacia 1100, 1310 und 1410, DeLorean DMC-12, Fiat 125, 126, 132 und 508, Ford P4, FSM und FSO Syrena, FSO Warszawa, Humber Super Snipe, Lea-Francis 14 HP, Mikrus MR-300, Nash 400, Packard 626, Panhard PL 17, Praga Piccolo, Simca Aronde, Tatra 57, 600 und 613 und Zastava Skala |
| Galeria Pępowo                                                      | Pępowo               | Autos von Volkswagen                                          | 54                       | 2019  | VW-Bus, Golf, Jetta, K 70, Käfer, Karmann-Ghia, Lupo, New Beetle, Passat, Polo, Scirocco, VW Typ 2, VW Typ 3, Typ 4, 181 und Vento |
| Muzeum techniki                                                     | Chlewiska            | Technikmuseum mit Autos und Motorrädern                       | 44                       | 2024  | Adler Trumpf Junior, Buick 41, FSM Beskid, FSM und FSO Syrena, FSO Ogar, Polonez, Wars und Warszawa, Meduza, Packard Super Eight und Tatra 57 |
| Museum für Technik und Kommunikation                                | Stettin              | Autos, Motorräder und Straßenbahnen                           | 43                       | 2024  | BMW 600, Dacia 1310, Fiat 127 und 1300, FSM Beskid, FSO Polonez, Messerschmitt Kabinenroller, Mikrus MR-300, Moskwitsch-407, Peugeot 402, Polski Fiat 125p, 126 und 508, FSM und FSO Syrena, FSO Warszawa, Smyk, Stoewer 8, Arkona, Greif V8, Sedina und V 5 und Zastava Skala |
| Magazyn Wystawowy Polskiej Motoryzacji                              | Budzyń               | Autos                                                         | 37                       | 2024  | Daewoo Tico, Fiat 126, Cinquecento und Seicento, FSM und FSO Syrena, FSO Polonez, FSO Warszawa und Mikrus MR-300 |
| Muzeum Motoryzacji i Techniki                                       | Białystok            | Autos und Motorräder                                          | 32                       | 2024  | Auburn 1931, Austin A135, Buick Electra Park Avenue 1979, Citroën C6 1929, DS und Traction Avant, Dodge Meadowbrook, Essex Super Six 1930, Fiat 1100, FSM und FSO Syrena, FSO Polonez, FSO Warszawa, Mikrus MR-300 1959, Opel 1,2 Liter und Packard 120 und 250 |
| Muzeum Techniki Rolniczej i Gospodarstwa Wiejskiego                 | Brześć Kujawski      | Autos und Motorräder                                          | 27                       | 2024  | DAF 46, FSM und FSO Syrena, FSO Polonez, FSO Warszawa, Peugeot 202 und Simca-Fiat 6 CV |
| Muzeum Inżynierii Miejskiej w Krakowie                              | Krakau               | Autos und Motorräder                                          | 27                       | 2010  | FSM Beskid 1983, FSO Polonez 1979, FSO Warszawa, Mikrus MR-300 1959, Polski Fiat 125, 126, 127 und 508, FSM und FSO Syrena und Smyk 1957 |
| Jaro Retro Auto Classic Garage                                      | Lublin               | Autos                                                         | 26                       | 2024  | Chevrolet Camaro, Ford Modell A und Modell T, FSM und FSO Syrena, FSO Polonez, FSO Warszawa, Lincoln Continental und Mikrus MR-300 |
| Muzeum Motoryzacji w Krosnie                                        | Krosno               | Autos und Motorräder, Besichtigung nur nach Vereinbarung      | 21                       | 2010  | FSO Polonez 1978, FSO Syrena und Warszawa, Moskwitsch-407 1962, Nysa Kleinbus, Polski Fiat 125 1971, Seat 850, Škoda 1000 MB und Octavia, Zastava 1100 p 1977 und Żuk Lieferwagen |
| Muzeum Motoryzacji w Bielsku-Białej                                 | Bielsko-Biała        | Autos und Motorräder, Besichtigung nur nach Vereinbarung      | 18                       | 2010  | BMW 326, FSM und FSO Syrena, FSO Warszawa, Lancia Aprilia 1938, Opel 1,2 Liter 1934 und Polski Fiat 508 1934 |
| Muzeum American Old Cars                                            | Kościerzyna          | Autos aus den USA                                             | 18                       | 2019  | Buick Le Sabre, Riviera, Roadmaster, Skylark und Special, Cadillac DeVille und Fleetwood, Chevrolet Deluxe, DeSoto, Ford Mustang, Lincoln Continental, Plymouth Belvedere und Volare |
| Gdyńskie Muzeum Motoryzacji                                         | Gdynia-Chylonia      | Autos und Motorräder                                          | 14                       | 2019  | Adler Favorit, Bentley Mark VI, Buick Master Six, Chevrolet Superior, DKW F 5, Fiat 500 Topolino, Ford V8 und Mercedes-Benz 170 |
| Muzeum Samochodów Zabytkowych                                       | Mrągowo              | Autos, Schwerpunkt Mercedes-Benz                              | 13                       | 2024  | Jaguar E-Type, Mercedes-Benz 190 SL, 300, 300, 230 SL und 250 SL, 450 SL und SLC, 500 SEC und SL und Polski Fiat 125p |
| Muzeum Aut Zabytkowych w Mścicach                                   | Mścice               | Hotel mit kleiner Fahrzeugsammlung, Schwerpunkt Mercedes-Benz | 12                       | 2024  | Jaguar XK, Mercedes-Benz 220, 220 S, 230, 280 SL, 300 und 500 SL und NSU-Fiat 500 Weinsberg |
| Auto - Muzeum Jan & Maciej Peda                                     | Gostyń               | Autos und Motorräder, Besichtigung nur nach Vereinbarung      | 11                       | 2010  | BMW 315/1 Sport 1934, Bugatti 40, Dyna-Veritas 1951, Hanomag 2/10 PS 1928, Lorraine-Dietrich Type SMHI 1913–1914, Reo 1908 und Studebaker Dictator Six 1928 |
| Muzeum Sprzętu Wojskowego w Mrągowie                                | Mrągowo              | Militärmuseum mit einigen Autos                               | 11                       | 2024  | Aro 24, FSO Polonez, Nissan Patrol und UAZ-469 |
| Muzeum Techniki                                                     | Warschau             | Technikmuseum mit Autos und Motorrädern                       | 11                       | 2024  | Adler 4 PS 1901, Cottereau 1905, Cudell 1899, FN 3,5 CV 1900–1903, Lux Sport Chassis 1936 (Prototyp) und Oldsmobile Curved Dash 1901 |
| Muzeum Motoryzacji Adam i Zygmunt Grządziel                         | Kattowitz            | Autos, Besichtigung nur nach Vereinbarung                     | 6                        | 2010  | Cadillac Eldorado 1971, Chevrolet Fleetline 1947, McLaughlin 1919, Pontiac Silver Streak 1938 und ZIL-111D 1965 |
| Muzeum Skarb Narodu                                                 | Nowy Dwór Mazowiecki | Autos                                                         | 6                        | 2024  | FSO Polonez, FSO Warszawa und Polski Fiat 125p |
| Jantarvia Car Museum                                                | Jantar               | Autos aus den USA                                             | 4                        | 2024  | Ford F-Serie und Mustang und Plymouth Barracuda |
| Muzeum Ford Mobil                                                   | Będzin               | Autos, Schwerpunkt Ford                                       |                          |       | |
| Muzeum Instytutu Badań i Rozwoju BOSMAL                             | Bielsko-Biała        | Prototypen von Bosmal, Besuch nur nach Vereinbarung           |                          |       | |
| Fiat 126p Museum                                                    | Bielsko-Biała        | Autos mit Bezug zum Polski Fiat 126p                          |                          |       | |
| Muzeum na kolach                                                    | Busko-Zdrój          | Autos und Motorräder                                          |                          |       | |
| Galeria Motoryzacji i Techniki Bytomskiego Ośrodka Edukacji         | Bytom                | Autos                                                         |                          |       | |
| Bar Siekierezada                                                    | Cisna                | Militärmuseum mit einigen Autos                               |                          |       | |
| Muzeum Techniki Wojskowej Gryf                                      | Dąbrówka             | Militärmuseum mit einigen Autos                               |                          |       | |
| Muzeum Sztuki Inżynierskiej                                         | Dopiewo              | Autos und Motorräder                                          |                          |       | |
| Muzeum Inżynierii i Techniki Motoryzacji w Głuszycy - w organizacji | Głuszyca             | Autos und Motorräder                                          |                          |       | |
| Prywatne Muzeum pojazdów militarnych i zabytkowych                  | Gmina Rakszawa       | Militärmuseum mit einigen Autos                               |                          |       | |
| Muzeum Samochodów Zabytkowych                                       | Jasienica Rosielna   | Autos                                                         |                          |       | |
| Muzeum Motoryzacji, Jelenia Gora                                    | Jelenia Góra         | Autos                                                         |                          |       | |
| Muzeum Motoryzacji i Techniki Militarnej w Katowicach               | Katowice             | Militärmuseum mit einigen Autos                               |                          |       | |
| Zamek Topacz Oldtimermuseum                                         | Kobierzyce           | Hotel mit Auto- und Motorradsammlung                          |                          |       | |
| Muzeum Motoryzacji i Techniki w Kobyłce                             | Kobyłka              | Krafträder und mindestens ein Auto                            |                          |       | |
| Marcin Kus Collection                                               | Krakau               | Autos, Schwerpunkt BMW                                        |                          |       | |
| Fort Marian - Muzeum Militarno-Historyczne w Malechowie             | Malechowo            | Militärmuseum mit einigen Autos                               |                          |       | |
| Centralne Muzeum Pożarnictwa                                        | Mysłowice            | Feuerwehrmuseum mit einigen Autos                             |                          |       | |
| Jazda Historyczna - Galeria pojazdów i staroci                      | Ochaby Wielkie       | Autos und Traktoren                                           |                          |       | |
| Tradycyjna Zagroda Rolna – Skansen Ochaby                           | Ochaby Wielkie       | Ökomuseum mit einigen Autos                                   |                          |       | |
| Muzeum Motoryzacji Wena w Oławie                                    | Oława                | Autos und Motorräder                                          |                          |       | |
| Metamuzeum Motoryzacji                                              | Paczków              | Autos                                                         |                          |       | |
| Communications Museum                                               | Paterek              | Omnibusse, mindestens ein Auto                                |                          |       | |
| Dylong - Pojazdy Ślubne                                             | Praszka              | Autos                                                         |                          |       | |
| Museum of Polish Motorisation                                       | Puszczykowo          | Autos und Motorräder                                          |                          |       | |
| Wielkopolskie Muzeum Pożarnictwa, Rakoniewice                       | Rakoniewice          | Feuerwehrmuseum mit einigen Autos                             |                          |       | |
| Muzeum PRL-u                                                        | Ruda Śląska          | Autos                                                         |                          |       | |
| Prywatne Muzeum Techniki i Militariów w Rzeszowie                   | Rzeszów              | Autos und Motorräder                                          |                          |       | |
| Wimaj                                                               | Strumień             | Autos                                                         |                          |       | |
| Muzeum Broni i Militariów                                           | Świdnica             | Militärmuseum mit einigen Autos                               |                          |       | |
| Muzeum Drogownictwa                                                 | Szczucin             | Straßenbaumuseum mit einigen Autos                            |                          |       | |
| Muzeum Narodowe Rolnictwa i Przemysłu Rolno-Spożywczego             | Szreniawa            | Autos                                                         |                          |       | |
| Muzeum Ratownictwa                                                  | Tomaszowice          | Pkw und Krankenwagen                                          |                          |       | |
| Szkolne Muzeum Motoryzacji w Toruniu                                | Toruń                | Autos und Motorräder                                          |                          |       | |
| Muzeum Sportów Motorowych w Wałbrzychu                              | Wałbrzych            | Sport- oder Rennwagen                                         |                          |       | |
| ARS Old Car                                                         | Wolica               | Autos                                                         |                          |       | |
| Muzeum Techniki Wojskowej w Zabrzu                                  | Zabrze               | Militärmuseum mit einigen Autos                               |                          |       | |
| Muzeum TamteLata.PL                                                 | Zgierz               | Autos                                                         |                          |       | |

## Ehemalige Museen
Diese Tabelle umfasst Museen und museumsähnliche Sammlungen, die in der Vergangenheit alte Personenkraftwagen ausstellten. Die Tabelle ist alphabetisch nach Name sortiert. Einträge ohne Blaulink zum Museum bedürfen eines Belegs.
| Name des Museums                                                | Ort                  | Beschreibung |
| --------------------------------------------------------------- | -------------------- | --- |
| Automobil- und Motorradsammlung des Schlesischen Automobilklubs | Zabrze               | Laut deren Internetseite seit Januar 2020 geschlossen. |
| Klasyki w FSO - Wystawa Motoryzacji w Fabryce                   | Warschau             | Ausstellung im ehemaligen Werk von Fabryka Samochodów Osobowych, inzwischen geschlossen und ins Museum Muzeum Skarb Narodu nach Nowy Dwór Mazowiecki verlagert.                                            |
| Muzeum Motoryzacji                                              | Posen                | Existierte von 1996 bis 2012 am Kreisverkehr Rondo Kaponiera. Von November 2023 bis April 2024 gab es nochmal eine temporäre Ausstellung auf dem Messegelände in Posen.                                    |
| Muzeum Motoryzacji                                              | Warschau             | Existierte von 2009 bis 2014 als Außenstelle des Warschauer Technikmuseums. Viele der Fahrzeuge befinden sich inzwischen im Museum in Chlewiska.                                                           |
| Muzeum Motoryzacji i Techniki w Piastowie                       | Piastów              | Museum, inzwischen geschlossen. |
| Muzeum Motoryzacji i Wojskowości w Tanowie                      | Tanowo               | Militärmuseum, inzwischen geschlossen. |
| Muzeum Przemysłu w Warszawie                                    | Warschau             | Industriemuseum mit Fahrzeugausstellung, existent von 1982 bis 2008. Viele Fahrzeuge waren anschließend im Muzeum Motoryzacji in Warschau ausgestellt und befinden sich inzwischen im Museum in Chlewiska. |
| Nostalgia                                                       | Lodz                 | Fahrzeugsammlung in einem Toyota-Autohaus |
| Prywatna Kolekcja Rodziny Bartnickich                           | Nowy Dwór Mazowiecki | Private Fahrzeugsammlung |